# 越南计划投资部
计划投资部（越南语：／）曾是越南政府负责计划与投资的部门，成立于1995年，前身为国家计划委员会。2025年2月18日，計畫投資部併入財政部。